# 볼로냐 학살

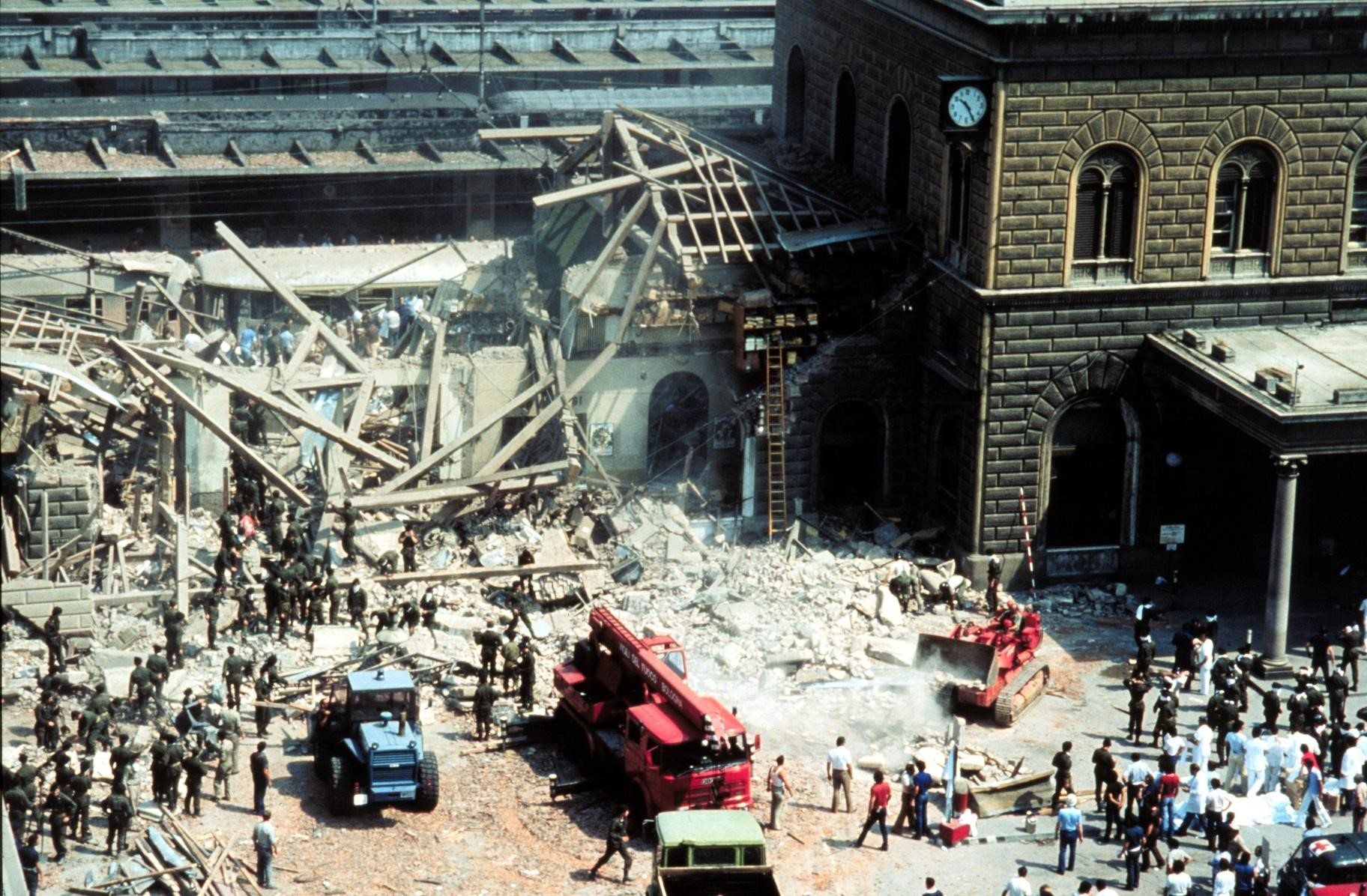
잔해를 제거하고 진입을 시도하는 구조 팀

볼로냐 대학살(이탈리아어: Strage di Bologna)은 1980년 8월 2일 오전 10시 25분에 이탈리아 볼로냐에 있는 볼로냐 첸트랄레 역에서 일어난 테러 사건이다. 이로 인해 85명이 사망하고 200명 이상이 부상당했다.

## 경위

### 폭발
1980년 8월 2일 오전 10시 25분 볼로냐 첸트랄레 역의 홈에 접한 이등 대합실 내에 방치되어 있던 가방이 폭발했다. 이 가방 안에는 트리니트로톨루엔 (TNT)과 트리메틸렌트리니트로아민 (RDX)의 혼합 폭약 컴포지션 B로 만든 급조 폭발물 (IED)이 들어있었으며, 오전 10시 25분으로 폭발 시간이 설정되어 있었다.
이 폭발로 인해 역사의 대합실 부분의 천장과 벽의 대부분이 붕괴되었다.

### 구조 활동
이 날은 여름이자 토요일인 날로, 역은 이탈리아 국내뿐만 아니라 세계 각국에서 온 관광객이 가득하였기 때문에 재앙에 대한 대비는 되어 있지 않았다. 또한 이러한 재앙에 대응하는 구급차, 의사, 경찰도 부족했기 때문에 구조 활동 및 부상자의 병원으로 이송에는 많은 일반인들이 협력하고 역전에 있던 버스와 택시까지 동원되었다.

## 같이 보기
- 위장술책 작전
- 오기억
- 이타비아 항공 870편 추락 사고
- 1980년 하계 올림픽
- 프로파간다 두에
- 일리치 라미레스 산체스